# Concursul Muzical Eurovision 1969
Eurovision 1969 a fost a paisprezecea ediție Eurovision. Patru țări au obținut locul întâi la concursul din 1969. În absența unei reguli care să stabilească câștigătorul, toate cele patru au fost declarate învingătoare.
| Locul | Puncte | Cântec                                                          | Artist                                | Țară                                     |
| 1.    | 18     | Un jour, un enfant Boom Bang-a-bang Vivo cantando De Troubadour | Frida Boccara Lulu Salomé Lennie Kuhr | Franța Regatul Unit Spania Țările de Jos |
| 2.    | 13     | Bonjour, Bonjour                                                | Paola del Medico                      | Elveția                                  |
| 3.    | 11     | Maman Maman                                                     | Jean Jacques                          | Monaco                                   |
| 7.    | 10     | The Wages of Love Jennifer Jennings                             | Muriel Day Louis Neefs                | Irlanda Belgia                           |
| 9.    | 8      | Judy Min Vän Primaballerina                                     | Tommy Körberg Siw Malmkvist           | Suedia Germania                          |
| 11.   | 7      | Catherine                                                       | Romuald Figuier                       | Luxemburg                                |
| 12.   | 6      | Kuin Silloin Ennen                                              | Jarkko & Laura                        | Finlanda                                 |
| 13.   | 5      | Pozdrav svijetu Due grosse lacrime bianche                      | Ivan Krajač & M's Iva Zanicchi        | Iugoslavia Italia                        |
| 15.   | 4      | Desfolhada                                                      | Simone de Oliveira                    | Portugalia                               |
| 16.   | 1      | Oj, Oj, Oj, Så Glad Jeg Skal Bli                                | Kirsti Sparboe                        | Norvegia                                 |